# 尤利婭·白芙絲卡
尤利婭·赫奧爾希伊芙娜·白芙絲卡（羅馬化：Yuliia Heorhiivna Paievska；1968年12月19日—），化名“塔伊拉”（«Тайра»），烏克蘭女軍醫、運動員。

## 經歷
53歲的白芙絲卡原本為了拍攝Netflix紀錄片不可征服運動會，後來成為烏克蘭志願軍醫並組成醫療團隊「塔伊拉的天使」，在2022年俄羅斯進攻馬立波期間，白芙絲卡與團隊第一線救助烏克蘭與俄羅斯的傷患，並且使用攝影機記錄2月6日到3月10日馬立波遭到圍困的情形，3月15日白芙絲卡乘坐人道車隊離開時，透過警察將256GB的記憶卡轉交給馬里烏波爾最後的國際記者美聯社團隊，該名記者將記憶卡藏在衛生棉順利通過15道俄羅斯檢查哨，隔天3月16日俄羅斯軍人便俘虜白芙絲卡跟司機謝爾伊，俄羅斯宣稱白芙絲卡替亞速營工作。3月21日俄羅斯新聞台播出一部影片，內容表示白芙絲卡受到俄羅斯俘虜並且朗讀聲明要求停止戰爭，雖然烏克蘭政府嘗試將白芙絲卡加入與俄羅斯交換俘虜的名單，但莫斯科否認有扣押白芙絲卡。